# Rika Zaraï
Rika Gozman, mais conhecida como Rika Zaraï (em hebraico:  ריקה זראי; (Jerusalém, 19 de fevereiro de 1938 - Paris, 23 de dezembro de 2020), foi uma cantora e escritora israelense. O nome Rika é um diminutivo de Rivka (Rebecca).
Em 1956, Zaraï estrelou um musical escrito pelo israelense Aharon Megged para a trupe de entretenimento do Comando Central das Forças de Defesa de Israel, sobre cinco soldados que se apaixonam por cinco jovens camponesas. As canções foram compostas por seu marido, Yochanan Zaraï, e também por Naomi Shemer.
Em 1969, Zaraï tornou-se bastante conhecida na Europa através de suas canções "Casatchok" e "Alors je chante", esta última a versão em língua francesa da canção espanhola "Vivo Cantando", da cantora Salomé, que havia conquistado o primeiro lugar no Festival Eurovisão da Canção naquele ano. A própria Zaraï havia sido uma forte concorrente para representar a França na Eurovisão em 1969, mas o público e a crítica optariam por Frida Boccara, que seria intérprete, no festival, da canção "Un jour, un enfant" - canção esta que renderia a França o primeiro lugar na Eurovisão, que foi compartilhado com as canções da Espanha, dos Países Baixos e do Reino Unido devido a um empate onde cada uma das canções destes países terminariam com 18 pontos.
Zaraï teve uma carreira bem sucedida na Europa, onde ajudaria a popularizar canções israelenses famosas, como "Hava Nagila", "Yerushalayim Shel Zahav" e "Hallelujah". Ela cantou seus principais sucessos em seis idiomas: hebraico, inglês, francês, italiano, espanhol e alemão.
Viveu em Paris, na França, contudo visitava Israel periodicamente. Segundo uma notícia publicada no jornal israelense Yediot Ahronoth em 2008, ela sofreu um derrame que paralisou a parte esquerda do seu corpo.
Morreu em 23 de dezembro de 2020, aos 82 anos.

## Ligação externa
- Media relacionados com Rika Zaraï no Wikimedia Commons